# Montgomery Village
Pour les articles homonymes, voir Montgomery.
Montgomery Village est une census-designated place située dans le comté de Montgomery, dans l’État du Maryland, aux États-Unis. Lors du recensement de 2020, elle comptait 34 893 habitants.